# Gregorioiscala sarsii
Gregorioiscala sarsii is een slakkensoort uit de familie van de Epitoniidae. De wetenschappelijke naam van de soort is voor het eerst geldig gepubliceerd in 1904 door Kobelt.